# Primi ministri della Georgia
I primi ministri della Georgia (in georgiano პრემიერ-მინისტრი?) dal 1918 sono i seguenti.

## Lista
|                                                                                         |  | Noe Ramishvili              | 26 maggio 1918    | 24 giugno 1918    | SSDP                               |      |
|                                                                                         |  | Noe Zhordania               | 24 giugno 1918    | 18 marzo 1921     | SSDP                               |      |
| Segretari del Consiglio dei Commissari del Popolo della RSFS Transcaucasica (1922-1936) |  |                             |                   |                   |                                    |      |
|                                                                                         |  | Polikarp Mdivani            | 7 marzo 1922      | aprile 1922       | PCUS                               |      |
|                                                                                         |  | Sergo Kavtaradze            | aprile 1922       | gennaio 1923      | PCUS                               |      |
|                                                                                         |  | Shalva Eliava               | gennaio 1923      | giugno 1927       | PCUS                               |      |
|                                                                                         |  | Lavrent'i Kartvelishvili    | giugno 1927       | giugno 1929       | PCUS                               |      |
|                                                                                         |  | Filipp Makharadze           | giugno 1929       | gennaio 1931      | PCUS                               |      |
|                                                                                         |  | Levan Sukhishvili           | gennaio 1931      | 22 settembre 1931 | PCUS                               |      |
|                                                                                         |  | German Mgaloblishvili       | 22 settembre 1931 | giugno 1937       | PCUS                               |      |
| Segretari del Consiglio dei Commissari del Popolo della RSS Georgiana (1936-1946)       |  |                             |                   |                   |                                    |      |
|                                                                                         |  | Valerian Bakradze           | 9 luglio 1937     | 15 aprile 1946    |                                    |      |
| Segretari del Consiglio dei Ministri della RSS Georgiana (1946-1991)                    |  |                             |                   |                   |                                    |      |
|                                                                                         |  | Valerian Bakradze           | 15 aprile 1946    | dicembre 1946     | PCUS                               |      |
|                                                                                         |  | Zakare Chkhubianishvili     | dicembre 1946     | 6 aprile 1952     | PCUS                               |      |
|                                                                                         |  | Zakare Ketskhoveli          | 6 aprile 1952     | 16 aprile 1953    | PCUS                               |      |
|                                                                                         |  | Valerian Bakradze           | 16 aprile 1953    | 20 settembre 1953 | PCUS                               |      |
|                                                                                         |  | Givi Javakhishvili          | 21 settembre 1953 | 17 dicembre 1975  | PCUS                               |      |
|                                                                                         |  | Zurab Pataridze             | 17 dicembre 1975  | 5 giugno 1982     | PCUS                               |      |
|                                                                                         |  | Dmitri Kartvelishvili       | 2 luglio 1982     | 12 aprile 1986    | PCUS                               |      |
|                                                                                         |  | Otar Cherkezia              | 12 aprile 1986    | 29 marzo 1989     | PCUS                               |      |
|                                                                                         |  | Zurab Chkheidze             | 29 marzo 1989     | 14 aprile 1989    | PCUS                               |      |
|                                                                                         |  | Nodari Chitanava            | 14 aprile 1989    | 15 novembre 1990  | PCUS                               |      |
|                                                                                         |  | Tengiz Sigua                | 15 novembre 1990  | 18 agosto 1991    | Indipendente                       |      |
| PrimI ministri della Georgia (1991-1995)                                                |  |                             |                   |                   |                                    |      |
|                                                                                         |  | Murman Omanidze (f.f.)      | 18 agosto 1991    | 23 agosto 1991    | Indipendente                       |      |
|                                                                                         |  | Besarion Gugushvili         | 23 agosto 1991    | 6 gennaio 1992    | Tavola Rotonda - Georgia Libera    |      |
|                                                                                         |  | Tengiz Sigua                | 6 gennaio 1992    | 6 agosto 1993     | Indipendente                       |      |
|                                                                                         |  | Eduard Shevardnadze (f.f.)  | 6 agosto 1993     | 20 agosto 1993    | Indipendente                       |      |
|                                                                                         |  | Otar Patsatsia              | 20 agosto 1993    | 5 ottobre 1995    | Indipendente                       |      |
| Ministri di Stato della Georgia (1995-2004)                                             |  |                             |                   |                   |                                    |      |
|                                                                                         |  | Nik'oloz Lek'ishvili        | 8 dicembre 1995   | 26 luglio 1998    | Unione dei Cittadini della Georgia | 1995 |
|                                                                                         |  | Vazha Lortkipanidze         | 31 luglio 1998    | 11 maggio 2001    | Unione dei Cittadini della Georgia | 1999 |
|                                                                                         |  | Giorgi Arsenishvili         | 11 maggio 2000    | 21 dicembre 2001  | Unione dei Cittadini della Georgia | 1999 |
|                                                                                         |  | Avtandil Jorbenadze         | 21 dicembre 2001  | 27 novembre 2003  | Unione dei Cittadini della Georgia | 1999 |
|                                                                                         |  | Zurab Zhvania               | 27 novembre 2003  | 17 febbraio 2004  | Movimento Nazionale Unito          | 2003 |
| Primi ministri della Georgia (2004-ad oggi)                                             |  |                             |                   |                   |                                    |      |
|                                                                                         |  | Zurab Zhvania               | 17 febbraio 2004  | 3 febbraio 2005   | Movimento Nazionale Unito          | 2004 |
|                                                                                         |  | Mikheil Saak'ashvili (f.f.) | 3 febbraio 2005   | 17 febbraio 2005  | Movimento Nazionale Unito          | 2004 |
|                                                                                         |  | Zurab Noghaideli            | 17 febbraio 2005  | 16 novembre 2007  | Movimento Nazionale Unito          | 2004 |
|                                                                                         |  | Giorgi Baramidze (f.f.)     | 16 novembre 2007  | 22 novembre 2007  | Movimento Nazionale Unito          | 2004 |
|                                                                                         |  | Lado Gurgenidze             | 22 novembre 2007  | 1º novembre 2008  | Indipendente                       | 2004 |
|                                                                                         |  | Grigol Mgaloblishvili       | 1º novembre 2008  | 6 febbraio 2009   | Indipendente                       | 2008 |
|                                                                                         |  | Nika Gilauri                | 6 febbraio 2009   | 4 luglio 2012     | Indipendente                       | 2008 |
|                                                                                         |  | Vano Merabishvili           | 4 luglio 2012     | 25 ottobre 2012   | Movimento Nazionale Unito          | 2008 |
|                                                                                         |  | Bidzina Ivanishvili         | 25 ottobre 2012   | 20 novembre 2013  | Sogno Georgiano                    | 2012 |
|                                                                                         |  | Irak'li Gharibashvili       | 20 novembre 2013  | 30 dicembre 2015  | Sogno Georgiano                    | 2012 |
|                                                                                         |  | Giorgi Kvirikashvili        | 30 dicembre 2015  | 20 giugno 2018    | Sogno Georgiano                    | 2016 |
|                                                                                         |  | Mamuk'a Bakht'adze          | 20 giugno 2018    | 2 settembre 2019  | Sogno Georgiano                    | 2016 |
|                                                                                         |  | Giorgi Gakharia             | 8 settembre 2019  | 22 febbraio 2021  | Sogno Georgiano                    | 2016 |
|                                                                                         |  | Irak'li Gharibashvili       | 22 febbraio 2021  | 8 febbraio 2024   | Sogno Georgiano                    | 2020 |
|                                                                                         |  | Irak'li K'obakhidze         | 8 febbraio 2024   | in carica         | Sogno Georgiano                    | 2020 |